# Cyrtandra brevicaulis
Cyrtandra brevicaulis är en tvåhjärtbladig växtart som beskrevs av Ridley. Cyrtandra brevicaulis ingår i släktet Cyrtandra och familjen Gesneriaceae. Inga underarter finns listade i Catalogue of Life.